# Paportna
Paportna (1198 m n.p.m.) – szczyt w Bieszczadach Zachodnich, położony w bocznym grzbiecie pasma granicznego. Grzbiet ten łączy się z głównym na Riabiej Skale, znajdującej się ok. 1200 m na południe. Na północny wschód od głównego wierzchołka jest drugi, o wysokości 1175 m n.p.m. Strome zachodnie i wschodnie stoki opadają odpowiednio do dolin potoków Chomów i Wielki Lutowy, na północnym leżą źródła potoku Rybnik. Przez wierzchołek prowadzi  żółty szlak turystyczny Wetlina Stare Sioło – Riaba Skała.